# Pain de sarrasin
Pour les articles homonymes, voir Le Pain noir (homonymie).

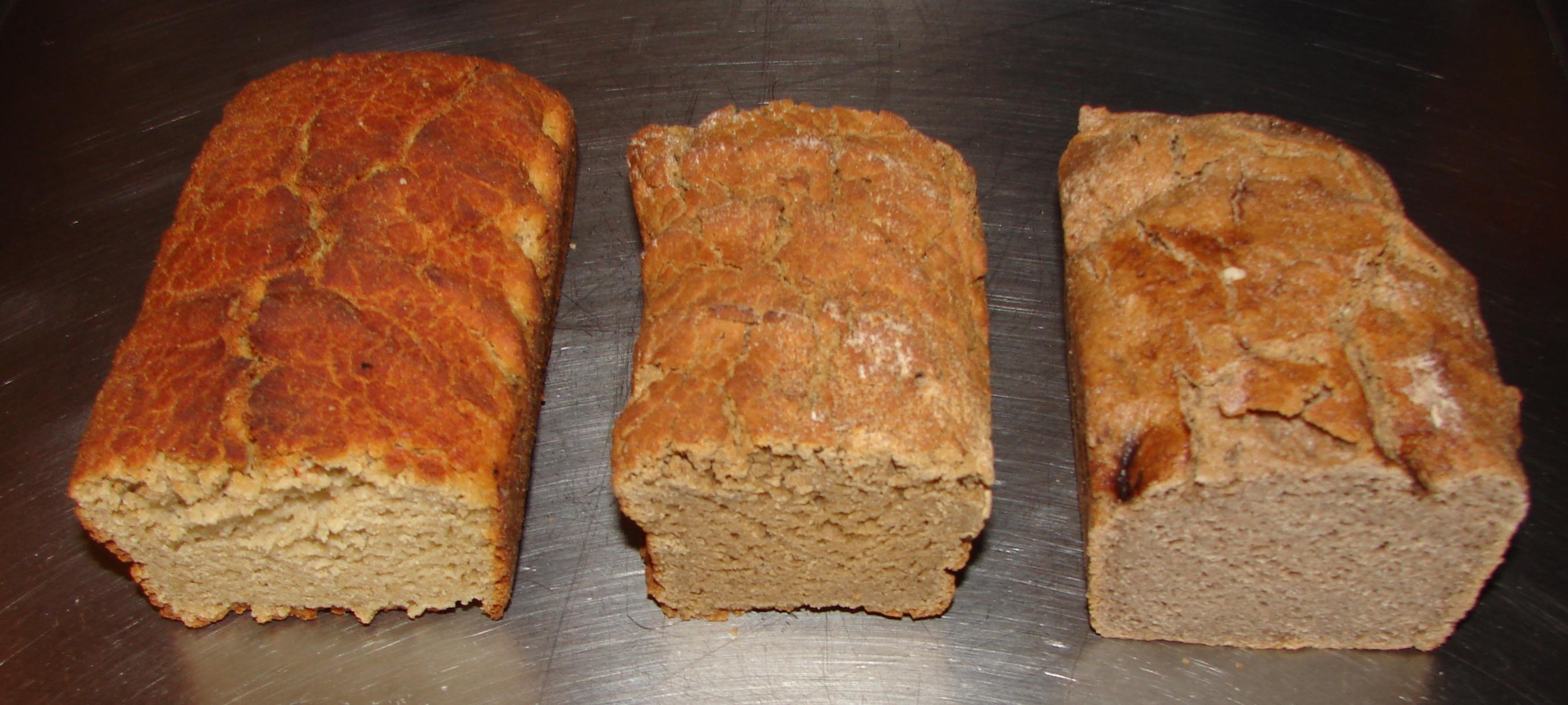
Pain de sarrasin.

Le pain de sarrasin fait partie des pains dits pains spéciaux. Il est fabriqué principalement avec de la farine de sarrasin. Ce pain est appelé « pain noir », ou, anciennement, « pain au blé noir », ou « pain carabin ». Il était trouvé dans les régions à sols pauvres : Bretagne, Maine, Normandie, Limousin, Auvergne, Pyrénées).
La farine de sarrasin est difficile à utiliser en panification parce qu'elle ne contient pas de gluten. C'est le gluten qui permet d'emprisonner les bulles de gaz libérées lors de la fermentation et de favoriser la levée du pain. Elle doit être pétrie, pour qu'il soit encore question de pain, avec une notable quantité de farine de froment (gruau et pâte fermentée). Cependant, la proportion de farine de sarrasin de la pâte doit être au minimum de 60 % pour que le pain puisse être commercialisé sous ce terme ; si le taux est compris entre 10 et 40 %, le pain est appelé « pain au sarrasin ». Selon ces proportions, le pain se rapproche plus ou moins par sa densité et sa coloration des pains riches en son (pain complet).
Par son absence de gluten, le pain de sarrasin peut devenir une alternative au pain de blé classique pour les personnes intolérantes au gluten.
Le pain au sarrasin est apprécié en association avec certains mets tels que des légumes, fromages et poissons. Il est fait, aussi, en association avec des noix, des noisettes et des raisins, et s'accompagne volontiers de cidre.
Spécialité traditionnelle de l'Ouest de la France : Bretagne, Maine.
La bouillie de sarrasin, ou « amoconé », était consommée traditionnellement le matin dans la Mayenne.